# 于特诺芬
于特诺芬（法語：Uttenhoffen，发音：[ytənofən] 或 [utənofən]）是法国下莱茵省的一个市镇，属于阿格诺-维桑堡区（Haguenau-Wissembourg）和赖什索芬县（Reichshoffen）。该市镇总面积1.95平方公里，2009年时的人口为168人。

## 人口
于特诺芬人口变化图示